# Žofie Magdalena Dánská

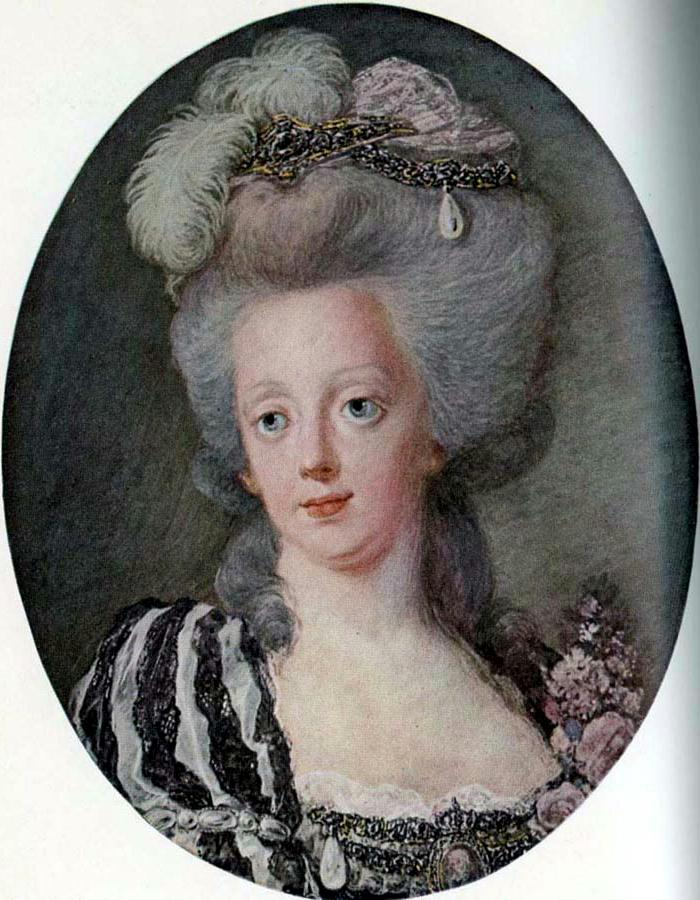
Žofie Magdalena na portrétu Niclase Lafrensena mladšího, kolem roku 1792.

Žofie Magdalena Dánská (3. července 1746 Kodaň, Dánsko – 21. srpna 1813, Stockholm, Švédsko) byla rodem dánská princezna a sňatkem švédská královna.

## Biografie
Žofie Magdalena se narodila jako druhé dítě (první dcera) ze šesti potomků dánského krále Frederika V. a jeho první manželky Luisy Hannoverské.

### Manželství
Ve svých pěti letech byla dívka zasnoubena se švédským princem následníkem Gustavem; tento svazek měl stvrdit mír a přátelství mezi Dánskem a Švédskem. Sňatek byl dílem jednání strany klobouků, ovládající švédský parlament. Rodiče princovi, švédský královský pár, se stavěli proti tomuto manželství, podílejíce se na nepřátelství, které rodina Adolfa I. Fridricha chovala k Oldenburské dynastii, panující v Dánsku.
Svatba v zastoupení se uskutečnila na zámku Christiansborg v Kodani 1. října roku 1766 a později, již s ženichem osobně ve Stockholmu 4. listopadu téhož roku. Gustav nastoupil na trůn po smrti svého otce v roce 1771 a Žofie byla korunována královnou 29. května roku 1772.
Manželství nebylo šťastné pro naprostou rozdílnost povah obou manželů, ale také pro vměšování královny matky Luisy Ulriky Pruské. Zatímco Gustav se intenzivně zabýval politikou, Žofie Magdalena nikdy na stockholmském dvoře nezdomácněla; byla uzavřená, ostýchavá a vážná a mimořádně silně nábožensky založená, což ji vystavovalo posměchu ze strany jejího kultivovaného manžela. Byla považována za málo inteligentní, což patrně neodpovídalo skutečnosti – kromě své mateřské dánštiny hovořila švédsky, anglicky a francouzsky a zajímala se o kulturu, umění a literaturu. Vztah mezi manželi byl chladný a odtažitý; Žofie Magdalena velmi trpěla i odmítavým postojem Luisy Ulriky.

### Potomci a skandál kolem nich
Z manželství Žofie Magdaleny a Gustava vzešli dva synové:
- Gustav Adolf (1. ledna 1778 – 7. února 1837), švédský král a finský velkovévoda v letech 1792–1809, ⚭ 1797 Frederika Dorotea Bádenská (12. března 1781 – 25. září 1826)
- Karel Gustav (25. srpna 1782 – 23. března 1783)

Manželství s Gustavem III. bylo naplněno až po roce 1775, devět let po svatbě. V polovině 70. let se hodlal král rozvést pro údajnou neplodnost manželčinu, její osobní lékař mu však odmítl vystavit odpovídající atest a upozornil krále, že Žofie Magdalena v případě dalšího manželství by děti mít mohla a Gustav III. by byl označen za lháře nebo za impotenta – vidina této hrozby krále od záměru se rozvést odradila. O manželském životě Gustava III. a Žofie Magdaleny se mnoho spekulovalo. Když se 1. listopadu roku 1778 narodil princ následník Gustav Adolf a v roce další syn 1782 Karel Gustav, vynořily se zvěsti – patrně iniciované královnou matkou Luisou Ulrikou a jejím druhým synem Karlem, velmi žádostivým trůnu, a se vší pravděpodobností neodpovídající pravdě – o tom, že otcem princů je ve skutečnosti dvořan, finský šlechtic hrabě Adolf Fredrik Munck af Fulkila, přítel královských manželů, jenž byl instruktorem nezkušeného Gustava v záležitostech fyzické lásky (kterou se svou milenkou, dvorní dámou Žofie Magdaleny Annou Žofií Ramström názorně předváděli královskému páru). Zemí se šířily i fámy o tom, že král je homosexuál, z čehož měla pramenit jeho averze k manželce; syn Munckovy milenky, tanečnice Giovanny Bassi, byl údajně velmi podobný korunnímu princi; to vše bylo tématem četných pamfletů. Luisa Ulrika vyvolala skandál, když zpochybnila legitimnost korunního prince; šokovaný král jí nařídil veřejnou omluvu.
Po smrti mladšího syna Karla Gustava v roce 1783 se manželství definitivně rozpadlo. Gustav III. byl v roce 1792 zavražděn a Žofie Magdalena se rozhodla pro život v klidu a ústraní. Participovala nicméně na některých politických aktivitách svého syna Gustava IV. Adolfa. V roce 1809 byla svědkem jeho abdikace. Za panování svého švagra Karla XIII. se stáhla do ústraní paláce Ulriksdal u Stockholmu; zde zemřela 28. srpna roku 1813.

## Tituly a oslovení
- 3. července 1746 – 1. října 1766: Její Královská Výsost princezna Žofie Magdalena Dánská a Norská
- 1. října 1766 – 12. února 1771: Její Královská Výsost korunní princezna Švédska
- 12. února 1771 – 29. března 1792: Její Veličenstvo královna Švédska
- 29. března 1792 – 21. srpna 1813: Její Veličenstvo královna vdova Švédska

## Vývod z předků
|                          |                                          |  |                                     |                                                              |  |  |  |  |  |  |  | Kristián V. Dánský |
|                          |                                          |  |                                     |                                                              |  |  |  |  |  |  |  |                    |
|                          | Frederik IV. Dánský                      |  |                                     |                                                              |  |  |  |  |  |  |  |                    |
|                          |                                          |  |                                     |                                                              |  |  |  |  |  |  |  |                    |
|                          |                                          |  |                                     | Šarlota Amálie Hesensko-Kasselská                            |  |  |  |  |  |  |  |                    |
|                          |                                          |  |                                     |                                                              |  |  |  |  |  |  |  |                    |
|                          | Kristián VI.                             |  |                                     |                                                              |  |  |  |  |  |  |  |                    |
|                          |                                          |  |                                     |                                                              |  |  |  |  |  |  |  |                    |
|                          |                                          |  |                                     | Gustav Adolf Meklenburský                                    |  |  |  |  |  |  |  |                    |
|                          |                                          |  |                                     |                                                              |  |  |  |  |  |  |  |                    |
|                          | Luisa Meklenburská                       |  |                                     |                                                              |  |  |  |  |  |  |  |                    |
|                          |                                          |  |                                     |                                                              |  |  |  |  |  |  |  |                    |
|                          |                                          |  |                                     | Magdalena Sibyla Holštýnsko-Gottorpská                       |  |  |  |  |  |  |  |                    |
|                          |                                          |  |                                     |                                                              |  |  |  |  |  |  |  |                    |
|                          | Frederik V.                              |  |                                     |                                                              |  |  |  |  |  |  |  |                    |
|                          |                                          |  |                                     |                                                              |  |  |  |  |  |  |  |                    |
|                          |                                          |  |                                     | Jiří Albrecht Braniborsko-Bayreuthský                        |  |  |  |  |  |  |  |                    |
|                          |                                          |  |                                     |                                                              |  |  |  |  |  |  |  |                    |
|                          | Kristián Jindřich Braniborsko-Kulmbašský |  |                                     |                                                              |  |  |  |  |  |  |  |                    |
|                          |                                          |  |                                     |                                                              |  |  |  |  |  |  |  |                    |
|                          |                                          |  |                                     | Marie Alžběta Šlesvicko-Holštýnsko-Sonderbursko-Glücksburská |  |  |  |  |  |  |  |                    |
|                          |                                          |  |                                     |                                                              |  |  |  |  |  |  |  |                    |
|                          | Žofie Magdalena Braniborská              |  |                                     |                                                              |  |  |  |  |  |  |  |                    |
|                          |                                          |  |                                     |                                                              |  |  |  |  |  |  |  |                    |
|                          |                                          |  |                                     | Albrecht Bedřich z Wolfsteinu na Sulzburgu                   |  |  |  |  |  |  |  |                    |
|                          |                                          |  |                                     |                                                              |  |  |  |  |  |  |  |                    |
|                          | Žofie Kristýna Wolfsteinská              |  |                                     |                                                              |  |  |  |  |  |  |  |                    |
|                          |                                          |  |                                     |                                                              |  |  |  |  |  |  |  |                    |
|                          |                                          |  |                                     | Žofie Luisa z Castell-Remlingenu                             |  |  |  |  |  |  |  |                    |
|                          |                                          |  |                                     |                                                              |  |  |  |  |  |  |  |                    |
| 'Žofie Magdalena Dánská' |                                          |  |                                     |                                                              |  |  |  |  |  |  |  |                    |
|                          |                                          |  |                                     |                                                              |  |  |  |  |  |  |  |                    |
|                          |                                          |  | Arnošt August Brunšvicko-Lüneburský |                                                              |  |  |  |  |  |  |  |                    |
|                          |                                          |  |                                     |                                                              |  |  |  |  |  |  |  |                    |
|                          | Jiří I.                                  |  |                                     |                                                              |  |  |  |  |  |  |  |                    |
|                          |                                          |  |                                     |                                                              |  |  |  |  |  |  |  |                    |
|                          |                                          |  |                                     | Žofie Hannoverská                                            |  |  |  |  |  |  |  |                    |
|                          |                                          |  |                                     |                                                              |  |  |  |  |  |  |  |                    |
|                          | Jiří II. Britský                         |  |                                     |                                                              |  |  |  |  |  |  |  |                    |
|                          |                                          |  |                                     |                                                              |  |  |  |  |  |  |  |                    |
|                          |                                          |  |                                     | Jiří Vilém Brunšvicko-Lüneburský                             |  |  |  |  |  |  |  |                    |
|                          |                                          |  |                                     |                                                              |  |  |  |  |  |  |  |                    |
|                          | Žofie Dorotea z Celle                    |  |                                     |                                                              |  |  |  |  |  |  |  |                    |
|                          |                                          |  |                                     |                                                              |  |  |  |  |  |  |  |                    |
|                          |                                          |  |                                     | Éléonore Desmier d'Olbreuse                                  |  |  |  |  |  |  |  |                    |
|                          |                                          |  |                                     |                                                              |  |  |  |  |  |  |  |                    |
|                          | Luisa Hannoverská                        |  |                                     |                                                              |  |  |  |  |  |  |  |                    |
|                          |                                          |  |                                     |                                                              |  |  |  |  |  |  |  |                    |
|                          |                                          |  |                                     | Albrecht II. Braniborsko-Ansbašský                           |  |  |  |  |  |  |  |                    |
|                          |                                          |  |                                     |                                                              |  |  |  |  |  |  |  |                    |
|                          | Jan Fridrich Braniborsko-Ansbašský       |  |                                     |                                                              |  |  |  |  |  |  |  |                    |
|                          |                                          |  |                                     |                                                              |  |  |  |  |  |  |  |                    |
|                          |                                          |  |                                     | Žofie Markéta z Oettingen-Oettingenu                         |  |  |  |  |  |  |  |                    |
|                          |                                          |  |                                     |                                                              |  |  |  |  |  |  |  |                    |
|                          | Karolina z Ansbachu                      |  |                                     |                                                              |  |  |  |  |  |  |  |                    |
|                          |                                          |  |                                     |                                                              |  |  |  |  |  |  |  |                    |
|                          |                                          |  |                                     | Jan Jiří I. Sasko-Eisenašský                                 |  |  |  |  |  |  |  |                    |
|                          |                                          |  |                                     |                                                              |  |  |  |  |  |  |  |                    |
|                          | Eleonora Sasko-Eisenašská                |  |                                     |                                                              |  |  |  |  |  |  |  |                    |
|                          |                                          |  |                                     |                                                              |  |  |  |  |  |  |  |                    |
|                          |                                          |  |                                     | Johana ze Sayn-Wittgensteinu                                 |  |  |  |  |  |  |  |                    |
|                          |                                          |  |                                     |                                                              |  |  |  |  |  |  |  |                    |